# لیبرک
لیبرک (به چکی: Liberk) یک منطقهٔ مسکونی در جمهوری چک است که در ناحیه ریخنوف ناد کنیژنوو واقع شده‌است. لیبرک ۵۴٫۰۷ کیلومتر مربع مساحت و ۶۹۱ نفر جمعیت دارد.